# Pauline Oud
Paulina Maria Oud (Hilversum, 10 maart 1963) is een Nederlands illustratrice, schrijfster en ontwerpster.

## Biografie
Oud werd geboren als jongste in een gezin met twee kinderen. Haar moeder was kleuterleidster en haar vader bouwkundig tekenaar. Als kind was zij veel te vinden in het atelier van haar grootvader Johannes Oud, die naast zijn huisschildersbedrijf actief was als kunstschilder. Van 1980 tot 1985 studeerde zij aan de Academie voor Beeldende Kunsten Utrecht. Op de kunstacademie startte zij aanvankelijk met grafische vormgeving maar in haar derde jaar stapte zij over naar de autonome studierichting Grafiek.
Na een aantal jaren als vrij beeldend kunstenaar en docente Tekenen en Schilderen gewerkt te hebben, illustreerde Oud haar eerste kinderboek in 1996. Hierna volgden vele boeken voor diverse auteurs, onder wie Arend van Dam, Thea Dubelaar, Liesbeth van der Jagt, Anneke Scholtens en Betty Sluyzer. In totaal illustreerde zij meer dan 300 boeken voor diverse auteurs voordat ze zelf in 2007 debuteerde als auteur met het peuterboek Aankleden met Fien en Milo. Het werd door het CPNB en Stichting Lezen & Schrijven gekozen als een van de 10 mooiste prentenboeken voor de Nationale Voorleesdagen. Sindsdien schreef en illustreerde Oud meer dan 180 boeken. Voor Sesamstraat illustreerde zij een reeks voorleesverhalen over onder meer het jongetje Hendrik en het meisje Veerle.
Oud is getrouwd, heeft twee kinderen, drie kleinkinderen (die ze met veel plezier voorleest uit haar boeken) en woont en werkt in Bilthoven.

## Publicaties
Haar bekendste series zijn de Fien en Milo, de Kas en Saar peuterprentenboeken, de Kriebels in je buik reeks en de Ik, Jij, Wij Sociale Waarden serie. In 2009 verschenen de eerste delen uit de Pauline invulboeken serie waarin jonge ouders aan de hand van vragen, informatie en tips de mijlpalen van hun kind vastleggen. Bekende titels uit de Pauline invulboeken serie zijn het Kraambezoekboek, Baby's eerste jaar en Mijn opgroeiboek. Eén op de zes zwangere vrouwen in Nederland schrijft in het Mijn 9 maanden dagboek uit deze serie.
Sinds 2018 maakt Oud in samenwerking met Juf Bertine Pauline’s Peuter Plan, een complete methode voor (gast-)ouders, peuterspeelzalen, kinderdagverblijven en kleutergroepen. Met digitale lesmaterialen voor thuis en in de groep bij de prentenboeken van Pauline. Bij steeds meer thema's zijn woord- en dagritmekaarten, cijferkaarten, memory en dominospellen verkrijgbaar.
Voor de jongste peuters tekent en schrijft Oud regelmatig nieuwe boeken over het muisje Milo en konijntje Fien. Voor iets oudere peuters schrijft en illustreert Oud een serie boeken over het dagelijks leven van het jongetje Kas en het meisje Saar. In 2012 verscheen een nieuwe serie voor de oudste peuters met in de hoofdrol een biggetje en zijn vriendjes waarin sociaal-emotionele thema's aan bod komen. Hierin lezen kinderen over heimwee, angst, vriendschap en anderszijn. De boeken over Kleine Billy-Bob zijn bedoeld voor de allerkleinsten.
Oud is wereldwijd bekend met haar prentenboeken. Haar boeken verschijnen in vele talen en zijn onder meer verkrijgbaar in Duitsland, Estland, Frankrijk, Ierland, Italië, Oekraïne, Spanje, Denemarken, Noorwegen, Polen, Zweden, Zwitserland, en buiten Europa in Brazilië, China, Indonesië, Korea, Thailand en de Verenigde Staten.
Haar illustratiewerk staat bekend om de combinatie van heldere kleuren en zelf getekende bloempatronen. Oud ontwerpt aan de hand van deze patronen en de personages uit haar boeken onder meer speelgoed, tassen, kleding en knuffels.